# Copa México 1971-72
La Copa México 1971-72 fue la 56.ª edición de la Copa México, la 29.ª en la era profesional.
El torneo empezó el 5 de agosto de 1972 y concluyó el 13 de septiembre de ese mismo año, en el cual el León FC logró el título por quinta vez.
En esta edición se jugó una fase de grupos entre los 18 equipos de la Primera División. Los empates se deciden en la prórroga o en los tiros penales. Como no podían existir empates durante la fase de grupos, al ganador de la definición por penales se le otorgaban los 2 puntos del partido (el punto del empate más un punto extra por ganar en penales), mientras que al perdedor no se le otorgaba punto alguno. Por lo que en caso de llegar hasta la definición en penales, el equipo ganador se podía llevar hasta 2 puntos, como si fuera una victoria en tiempo regular; mientras que el perdedor no sumaba puntos, pese a conseguir el empate al terminar la prórroga. Además, para la tabla de posiciones del grupo, la victoria en penales se consideró como una victoria en tiempo regular; así como la derrota en penales como derrota en tiempo regular. Los goles conseguidos y recibidos en la definición por penales se sumaban a los goles a favor y en contra respectivamente.

## Grupo 1
| Equipo    | Pts. | PJ | PG | PE | PP | GF | GC | Dif |
| --------- | ---- | -- | -- | -- | -- | -- | -- | --- |
| León      | 10   | 5  | 5  | 0  | 0  | 15 | 5  | +10 |
| San Luis  | 6    | 5  | 3  | 0  | 2  | 8  | 6  | +2  |
| Monterrey | 4    | 5  | 2  | 0  | 3  | 13 | 14 | -1  |
| Torreón   | 4    | 5  | 2  | 0  | 3  | 9  | 10 | -1  |
| Laguna    | 4    | 5  | 2  | 0  | 3  | 8  | 13 | -5  |
| Irapuato  | 2    | 5  | 1  | 0  | 4  | 7  | 12 | -5  |

## Grupo 2
| Equipo           | Pts. | PJ | PG | PE | PP | GF | GC | Dif |
| ---------------- | ---- | -- | -- | -- | -- | -- | -- | --- |
| Zacatepec        | 8    | 5  | 4  | 0  | 1  | 16 | 12 | +4  |
| Toluca           | 6    | 5  | 3  | 0  | 2  | 17 | 14 | +3  |
| Pachuca          | 6    | 5  | 3  | 0  | 2  | 16 | 15 | +1  |
| Atlético Español | 4    | 5  | 2  | 0  | 3  | 9  | 10 | -1  |
| Atlante          | 4    | 5  | 2  | 0  | 3  | 6  | 10 | -4  |
| América          | 2    | 5  | 1  | 0  | 4  | 14 | 17 | -3  |

## Grupo 3
| Equipo      | Pts. | PJ | PG | PE | PP | GF | GC | Dif |
| ----------- | ---- | -- | -- | -- | -- | -- | -- | --- |
| Puebla      | 8    | 5  | 4  | 0  | 1  | 16 | 7  | +9  |
| Jalisco     | 8    | 5  | 4  | 0  | 1  | 12 | 7  | +5  |
| Guadalajara | 4    | 5  | 2  | 0  | 3  | 18 | 18 | 0   |
| Cruz Azul   | 4    | 5  | 2  | 0  | 3  | 16 | 16 | 0   |
| U.N.A.M.    | 4    | 5  | 2  | 0  | 3  | 5  | 12 | -7  |
| Veracruz    | 2    | 5  | 1  | 0  | 4  | 9  | 16 | -7  |

## Grupo final
| Equipo    | Pts. | PJ | PG | PE | PP | GF | GC | Dif |
| --------- | ---- | -- | -- | -- | -- | -- | -- | --- |
| León      | 2    | 2  | 1  | 0  | 1  | 2  | 1  | +1  |
| Zacatepec | 2    | 2  | 1  | 0  | 1  | 7  | 7  | 0   |
| Puebla    | 2    | 2  | 1  | 0  | 1  | 7  | 8  | -1  |

| 7 de septiembre de 1972 | León                           | 2:0 (1:0) | Puebla | Estadio León, León de Los Aldama |                            |
|                         | Valdez 34' · Orozco 57' (a.g.) |           |        | Árbitro(s): Javier Galindo       | Árbitro(s): Javier Galindo |

| 10 de septiembre de 1972 | Zacatepec   | 1:0 (0:0) | León | Estadio Agustín Coruco Díaz, Zacatepec de Hidalgo |  |
|                          | Maraica 73' |           |      |                                                   |  |

| 13 de septiembre de 1972 | Puebla                                                            | 1:1 (1:1) (6:5 p.)         | Zacatepec                                                             | Estadio Cuauhtémoc, Puebla de Zaragoza |                                 |
|                          | Gómez 43'                                                         |                            | Peralta 20'                                                           | Árbitro(s): Mario Rubio Vázquez        | Árbitro(s): Mario Rubio Vázquez |
|                          |                                                                   | Tiros desde el punto penal |                                                                       |                                        |                                 |
|                          | - Gutiérrez - Fonts - Gómez - Sabater - López - Orozco - Lapuente |                            | - Campos - Estrada - Muñoz - Cerda Canela - Peralta - Nájera - Sotelo |                                        |                                 |

|                 |
| León 5to título |

## Goleadores
| Jugador           | Club      | Goles |
| ----------------- | --------- | ----- |
| Rafael Borja      | Puebla    | 5     |
| Aníbal Tarabini   | Torreón   | 4     |
| Luis Giribet      | San Luis  | 4     |
| Alfredo Jiménez   | Monterrey | 4     |
| Coco Gómez        | Puebla    | 4     |
| José Luis Puente  | Atlante   | 4     |
| Salvador Enríquez | León      | 4     |